# Plutôt du genre country
Plutôt du genre country (I'm a Little Bit Country en version originale) est le quatrième épisode de la septième saison de la série animée South Park, ainsi que le 100e épisode de l'émission.

## Synopsis
South Park est mis en émoi par la guerre en Irak. À la suite d'un cafouillage télévisuel retentissant mettant en valeur l'enseignement donné par Mr Garrison, les enfants sont contraints de faire un devoir sur ce qu'auraient pensé les pères fondateurs du conflit en Irak. Face à cet énoncé ridicule, Eric Cartman décide d'avoir recours à un flashback pour éviter de travailler.